# سالك (تصوف)

## السالك
السالك هو الذي مشى على المقامات بحاله لا بعلمه وتصوره، فكان العلم الحاصل له عينًا يأبى من ورود الشبهة المضلة له.

## علم السلوك
علم السلوك هو علم الحقائق والمنازل والأحوال، وعلم المعاملة والإخلاص في الطاعات والتوجّه إلى الله تعالى من جميع الجهات. ويسمّى بعلم الأخلاق وبـعلم التصوّف أيضا.